# Brasilândia (distrito de São Paulo)
Brasilândia es un distrito ubicado en la zona noroeste de la ciudad de Sao Paulo, Brasil. Administrativamente pertenece a la subprefectura de Freguesia do Ó.
El distrito tuvo su origen en un desmembramiento de zonas de cultivo de caña de azúcar a inicios del siglo XX. En la década de 1930, la zona se lotizó para viviendas. Brasílio Simões, un comerciante de la época, lideró al distrito durante la construcción de la iglesia de Santo Antônio que sustituyó a la antigua capilla. Como homenaje, su nombre fue utilizado para la denominación del distrito.
Hoy en día el distrito se ha desarrollado aún más con la construcción de un Metro. Tiene varios colegios públicos y privados, mercados y mayoristas como Roldão, además de estar cerca del Shopping Cantareira Norte.

## Distritos limítrofes
- Municipio de Caieiras (norte)
- Cachoeirinha (este)
- Freguesia do Ó (sur)
- Pirituba y Jaraguá (oeste)